# Camouflage (álbum de Rod Stewart)
Camouflage es el decimotercer álbum de estudio del vocalista británico de rock Rod Stewart, publicado en 1984 por Warner Bros. Records. Recibió críticas similares a su anterior trabajo Body Wishes y hasta el día de hoy es uno de sus discos menos vendidos de la década de los ochenta.
Por otro lado su producción estuvo a cargo de Michael Omartian, famoso por coproducir el éxito «We Are the World». Sin embargo, el tema «Bad for you» fue producido por el mismo Stewart, cuya razón la da a conocer en el revestimiento del mismo LP. A su vez y durante su grabación Stewart se reúne por primera vez con Jeff Beck tras años de haber trabajado juntos en la banda The Jeff Beck Group.

## Recepción comercial y promoción
Tras salir al mercado no logró el mismo éxito que el álbum anterior, sobre todo en Europa donde sus ventas fueron menores a Body Wishes. Por ejemplo, obtuvo el puesto 8 en los UK Albums Chart del Reino Unido y la posición 18 en la lista estadounidense Billboard 200. A pesar de sus bajas ventas en Europa, recibió en el mismo año disco de oro en los Estados Unidos por parte de la RIAA, luego de superar las 500 000 copias. Mientras que en su propio país recibió disco de plata, tras solo vender un poco más de 60 000 copias.
Para promocionarlo fueron lanzados cuatro canciones como sencillos; «Infatuation», «Some Guys Have All the Luck», «Trouble» y «All Right Now». De ellos «Infatuation» y «Some Guys Have All the Luck» se convirtieron en los más exitosos, ya que lograron buenos puestos en las listas musicales e incluso ambos alcanzaron a ingresar al top diez en la lista Billboard Hot 100 de los Estados Unidos.

## Lista de canciones
| N.º | Título                        | Escritor(es)                               | Duración |  |
| 1.  | «Infatuation»                 | Stewart, Duane Hitchings, Rowland Robinson | 5:13     |  |
| 2.  | «All Right Now»               | Andy Fraser, Paul Rodgers                  | 4:41     |  |
| 3.  | «Some Guys Have All the Luck» | Jeff Fortang                               | 4:33     |  |
| 4.  | «Can We Still Be Friends»     | Todd Rundgren                              | 3:46     |  |
| 5.  | «Bad for You»                 | Stewart, Kevin Savigar, Jim Cregan         | 5:17     |  |
| 6.  | «Heart is On the Line»        | Stewart, Jay Davis                         | 4:02     |  |
| 7.  | «Camouflage»                  | Stewart, Savigar, Michael Omartian         | 5:19     |  |
| 8.  | «Trouble»                     | Stewart, Omartian                          | 4:42     |  |

## Posicionamiento en listas semanales
| País           | Lista                 | Posición |
| -------------- | --------------------- | -------- |
| Austria        | Ö3 Austria Top 40     | 5        |
| Alemania       | Media Control Charts  | 6        |
| Suecia         | Sverigetopplistan     | 7        |
| Suiza          | Swiss Music Charts    | 7        |
| Reino Unido    | UK Albums Chart       | 8        |
| Países Bajos   | MegaCharts            | 13       |
| Noruega        | VG-lista              | 16       |
| Japón          | Japan Albums Chart    | 17       |
| Estados Unidos | Billboard 200         | 18       |
| Canadá         | Canadian Albums Chart | 31       |
| Australia      | ARIA Charts           | 34       |

## Certificaciones
| País           | Organismo certificador | Certificación | Ventas certificadas | Ref.   |
| -------------- | ---------------------- | ------------- | ------------------- | ------ |
| Estados Unidos | RIAA                   | Oro           | 500 000             | [ 4 ]  |
| España         | PROMUSICAE             | Oro           | 50 000              | [ 15 ] |
| Reino Unido    | BPI                    | Plata         | 60 000              | [ 5 ]  |

## Músicos
- Rod Stewart: voz
- Jeff Beck: solo de guitarra en «Infatuation», «Can We Still Be Friends» y «Bad for You»
- Jim Cregan, Robin LeMesurier y Michael Landau: guitarra
- Jay Davis: bajo
- Tony Brock: batería
- Kevin Savigar: teclados
- Michael Omartian: teclados, percusión y coros
- Jimmy Zavala: armónica
- Gary Herbig: saxofón
- Jerry Hey, Chuck Findley, Kim Hutchcroft, Charlie Loper y Gary Grant: trompa